# 球甲藻目
球甲藻目（Dinococcales）為藻類植物之一植物目。該植物於植物分類表上，歸於甲藻門 (Pyrrophyta)橫裂甲藻綱（Dinophyceae），同綱者尚有變形甲藻目（Dinamoebidiales）等等。